# Profesionalen Futbolen Klub Lokomotiv Plovdiv 2011-2012

## Rosa
| N. |                               | Ruolo | Calciatore         |
| -- | ----------------------------- | ----- | ------------------ |
|    | Bulgaria (bandiera)           | P     | Ivan Karadzhov     |
|    | Francia (bandiera)            | P     | Florian Lucchini   |
|    | Bulgaria (bandiera)           | P     | Stoian Stavrev     |
|    | Francia (bandiera)            | D     | Youness Bengelloun |
|    | Bulgaria (bandiera)           | D     | Borislav Biserov   |
|    | Bulgaria (bandiera)           | D     | Tanko Dyakov       |
|    | Bulgaria (bandiera)           | D     | Valeri Georgiev    |
|    | Francia (bandiera)            | D     | Jérémie Rodrigues  |
|    | Bulgaria (bandiera)           | D     | Hristo Stamov      |
|    | Bulgaria (bandiera)           | D     | Jordan Todorov     |
|    | Bulgaria (bandiera)           | D     | Mihail Venkov      |
|    | Bulgaria (bandiera)           | D     | Angel Yoshev       |
|    | Brasile (bandiera)            | C     | Dakson             |
|    | Bulgaria (bandiera)           | C     | Daniel Georgiev    |
|    | Macedonia del Nord (bandiera) | C     | Dragi Kotsev       |

| N. |                          | Ruolo | Calciatore         |
| -- | ------------------------ | ----- | ------------------ |
|    | Serbia (bandiera)        | C     | Nenad Lukić        |
|    | Bulgaria (bandiera)      | C     | Stanislav Malamov  |
|    | Bulgaria (bandiera)      | C     | Nikolay Petkov     |
|    | Israele (bandiera)       | C     | Shai Revivo        |
|    | Bulgaria (bandiera)      | C     | Vasil Santov       |
|    | Portogallo (bandiera)    | C     | Serginho           |
|    | Bulgaria (bandiera)      | C     | Ljubomir Vitanov   |
|    | Bulgaria (bandiera)      | C     | Hristo Zlatinski   |
|    | Guinea-Bissau (bandiera) | A     | Basile de Carvalho |
|    | Bulgaria (bandiera)      | A     | Zdravko Lazarov    |
|    | Bulgaria (bandiera)      | A     | Nikolay Nikolov    |
|    | Bulgaria (bandiera)      | A     | Anjo Sadăkov       |
|    | Bulgaria (bandiera)      | A     | Hristo Spasov      |
|    | Bulgaria (bandiera)      | A     | Lubomir Tsekov     |
|    | Bulgaria (bandiera)      | A     | Ilian Yordanov     |